# Cmentarz wojenny nr 126 – Florynka
Cmentarz wojenny nr 126 – Florynka – zabytkowy cmentarz z I wojny światowej położony na terenie wsi Florynka, w gminie Grybów, w powiecie nowosądeckim, w województwie małopolskim, zaprojektowany przez Hansa Mayra. Jeden z ponad 400 zachodniogalicyjskich cmentarzy wojennych zbudowanych przez Oddział Grobów Wojennych C. i K. Komendantury Wojskowej w Krakowie. Należy do III Okręgu Cmentarnego Gorlice.

## Opis
Cmentarz znajduje się w centrum Florynki po wschodniej stronie drogi Grybów – Krynica. 
Obiekt ma kształt prostokąta ze spłaszczonym łukiem od strony wschodniej, o powierzchni ogrodzonej około 120 m². Cmentarz otoczono ogrodzeniem  słupami betonowymi połączonymi żelaznymi poręczami z wejściem metalową furtką od zachodu. Pośrodku obiektu kamienna kolumna zwieńczona rzeźbą zrywającego się do lotu sokoła. Na cokole tablica inskrypcyjna w języku niemieckim i węgierskim, a na jej trzonie krzyż łaciński. Przed pomnikiem dwie mogiły zbiorowe bez nagrobków. 
Na cmentarzu pochowano 94 żołnierzy w 2 mogiłach zbiorowych:
- 80 żołnierzy austro-węgierskich
- 14 żołnierzy rosyjskich

poległych w 1914 roku.

## Galeria

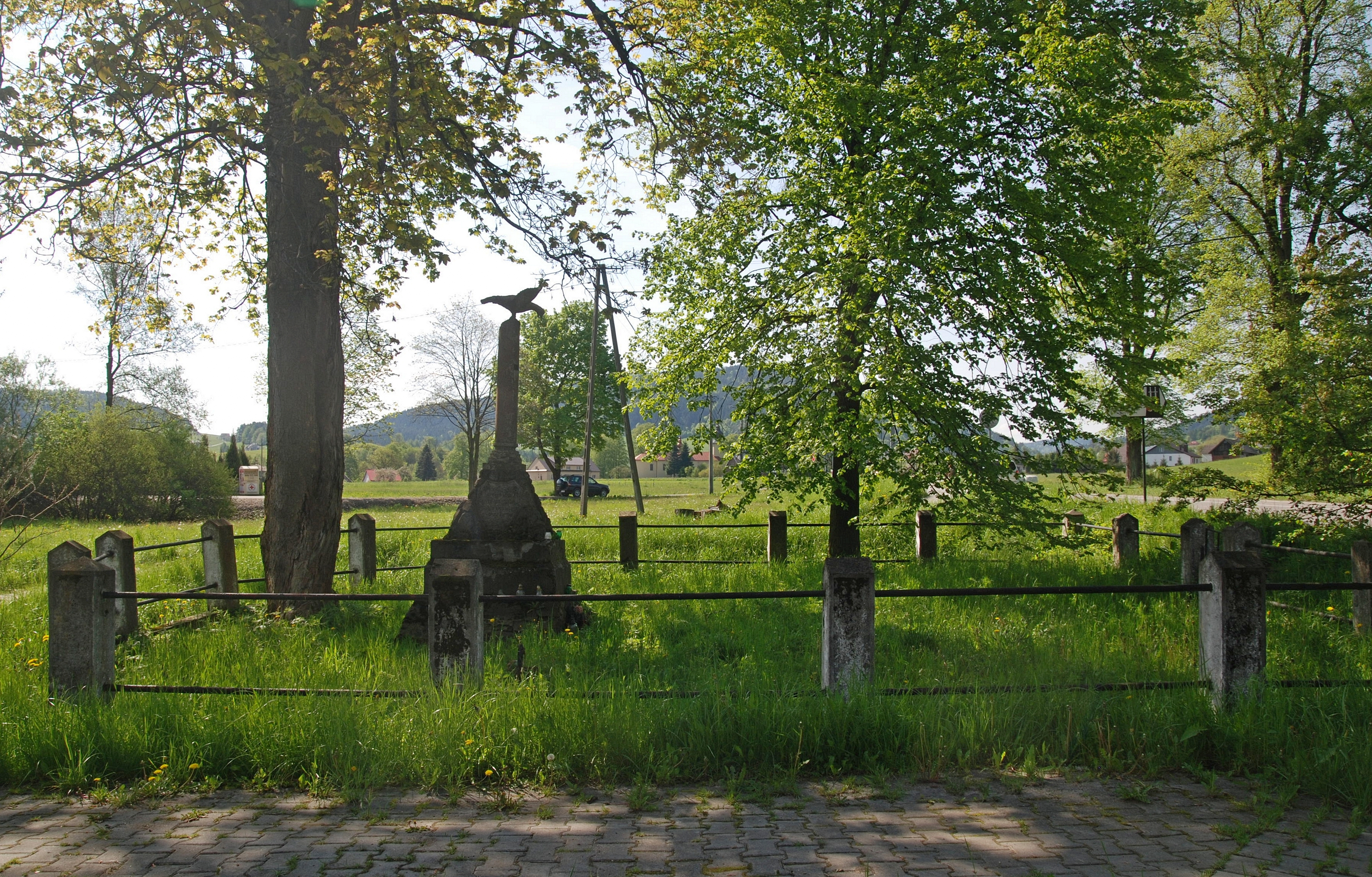
Widok ogólny
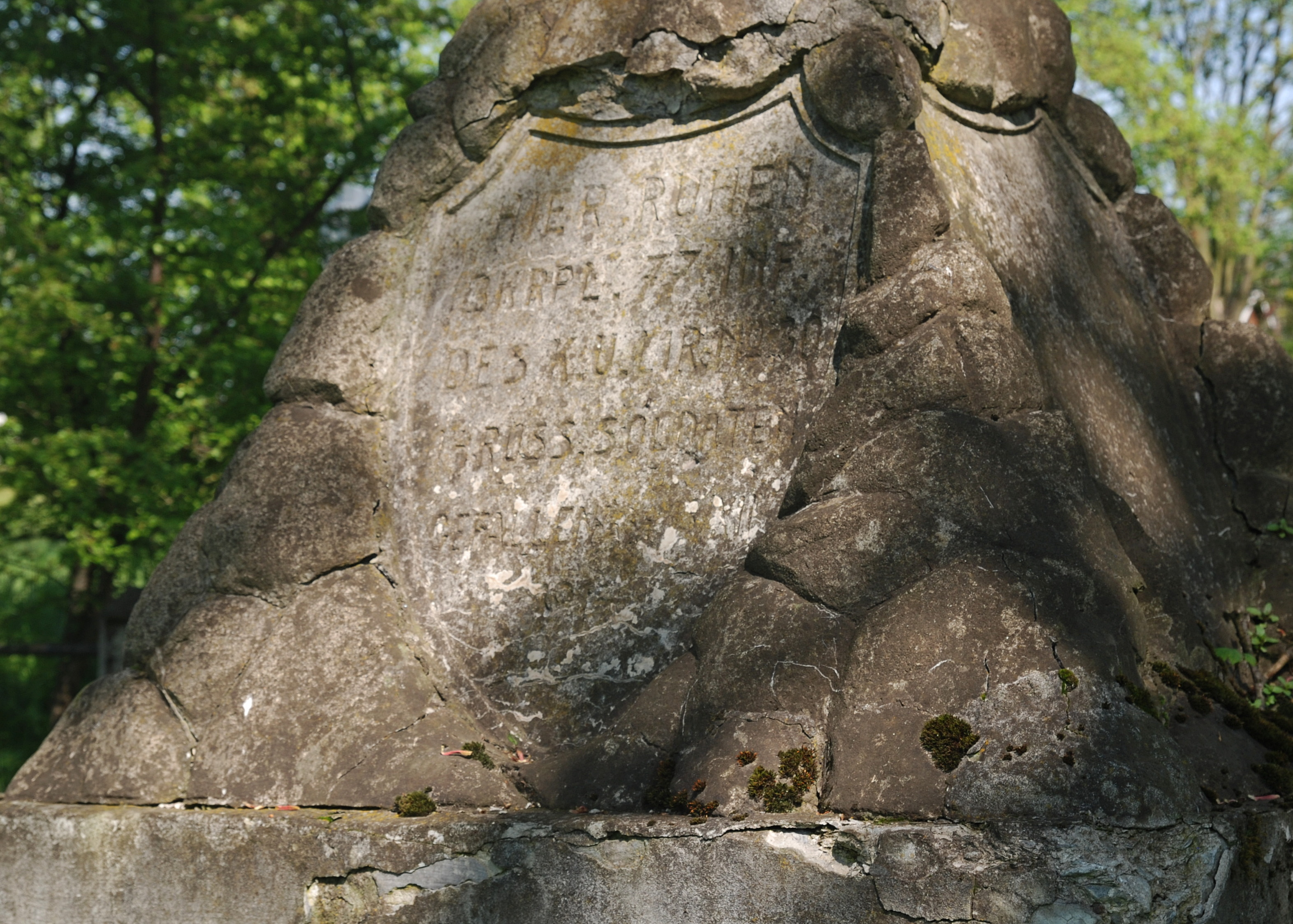
Inskrypcja
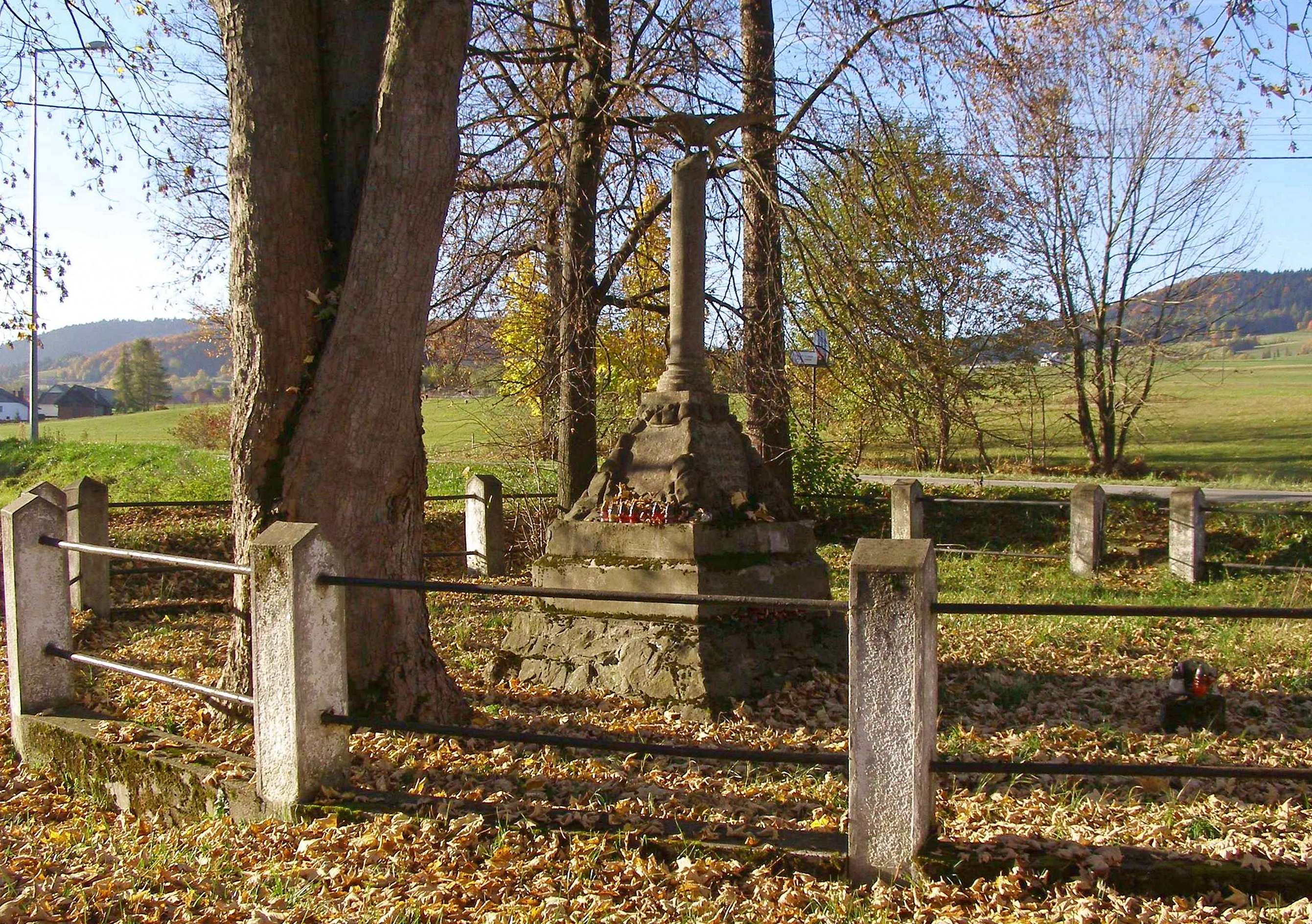
Fragment cmentarza
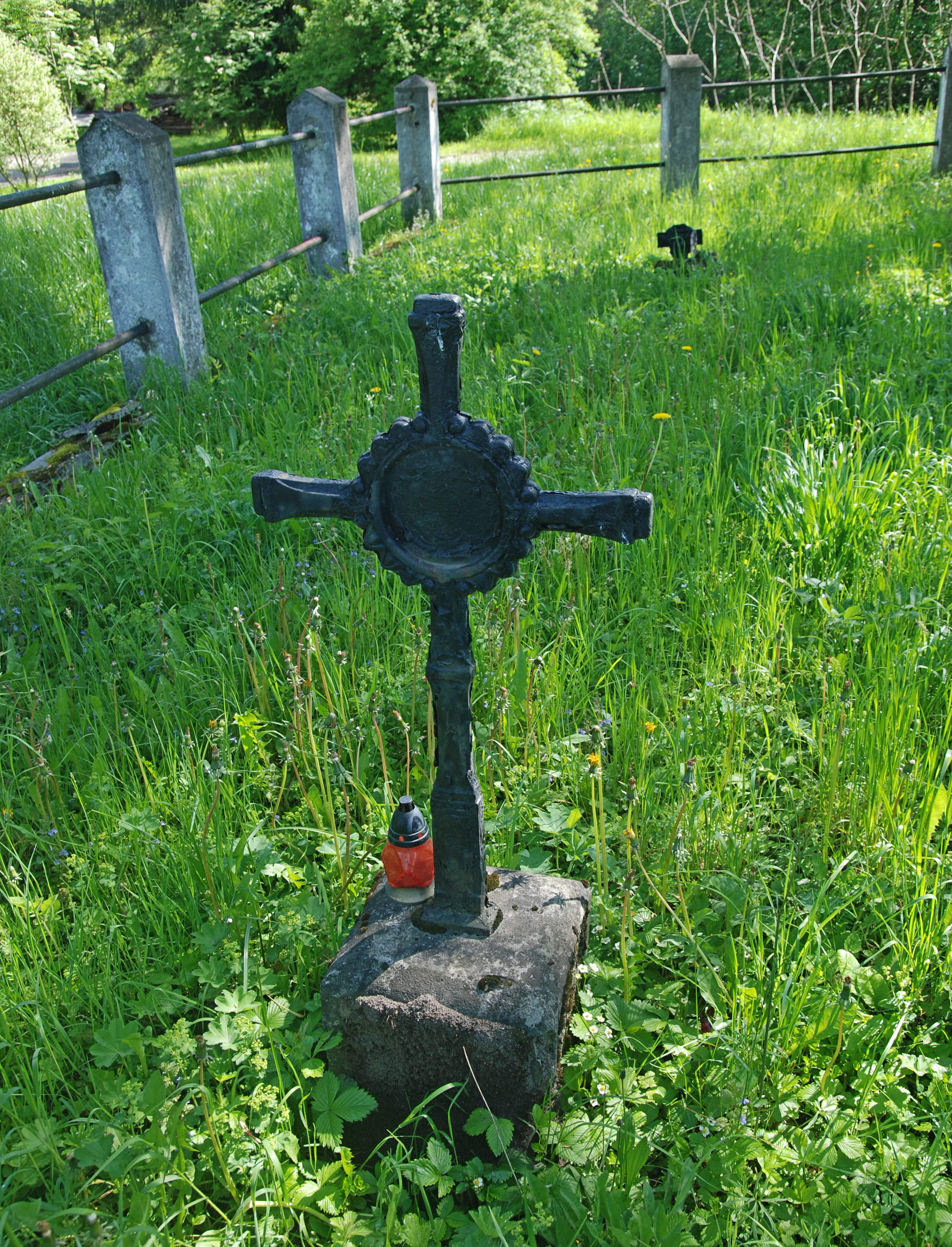
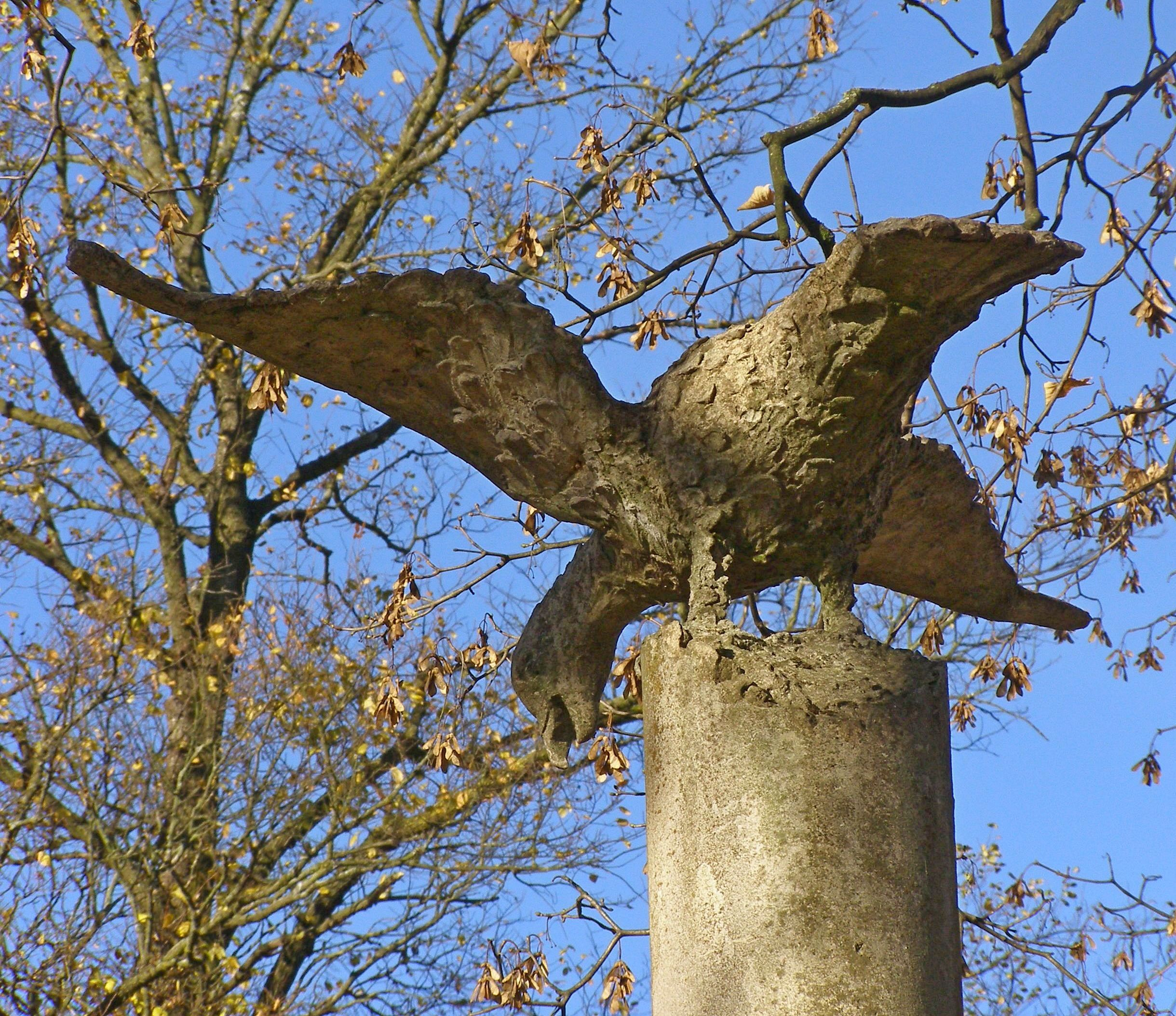
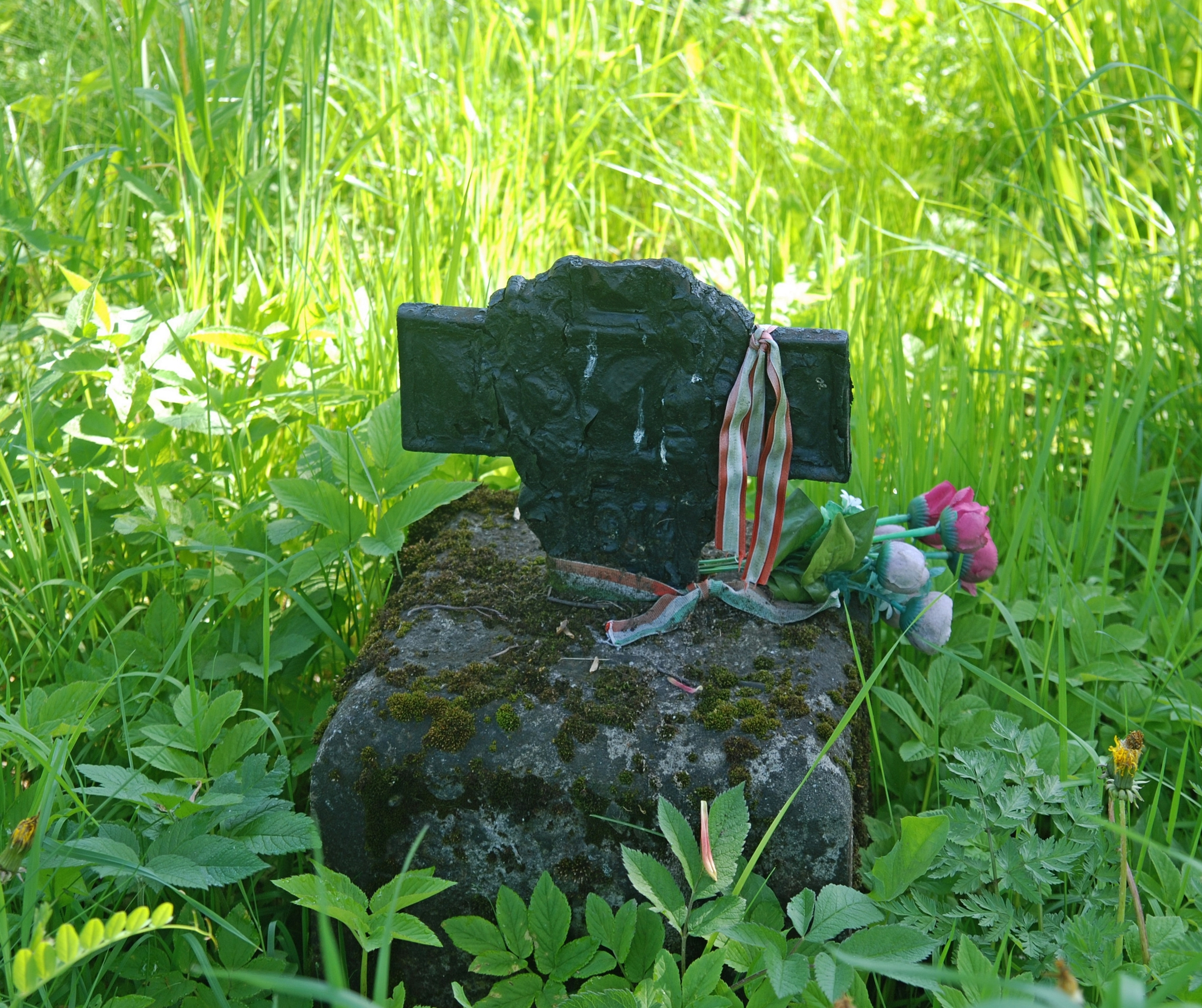